# Лавей, Антон Шандор
Анто́н Ша́ндор Лаве́й (англ. Anton Szandor LaVey), при рождении Го́вард Стэ́нтон Ле́ви (англ. Howard Stanton Levey; 11 апреля 1930, Чикаго, Иллинойс — 29 октября 1997, Сан-Франциско, Калифорния) — американский оккультист, сатанист, основатель и верховный жрец Церкви Сатаны, автор Сатанинской библии, известный как создатель авторского варианта сатанизма, один из «видных идеологов оккультизма и сатанизма». Лавей был одной из ключевых фигур, оказавших влияние на современный оккультизм и ставших популяризатором сатанизма в XX веке.

## Биография
Биография Антона Лавея — до сих пор объект дискуссий. Он родился в Чикаго, штат Иллинойс, в семье торговца спиртным Майкла Джозефа Леви (англ. Michael Joseph Levey, 1903—1992), также уроженца Чикаго. Распространено мнение, что он взял имя «Антон Шандор Лавей» в более поздние годы. Дочь Лавея Зина и её муж Николас Шрек утверждают, что в свидетельстве о рождении Лавея, выданном в округе Кук, штат Иллинойс, записано имя Говард Стэнтон Леви (Howard Stanton Levey); а родителей звали Майкл и Гертруда Леви (Levey). Но многие из свидетельств Зины, которая долгие годы враждовала с отцом, были оспорены Бланш Бартон, последней спутницей Лавея и автором его авторизованной биографии «Тайная жизнь сатаниста», в известном открытом письме «The Georges Montalba Mystery», в котором статья Зины и Николаса Шреков была напрямую названа подлогом (см. ниже). В частности, Бартон утверждает, что в карточке социального обеспечения Лавея было имя «Говард Стэнтон Лавей» — «Howard Stanton LaVey», а не «Говард Стэнтон Леви», как заявляет его дочь. Бартон рассказывает: 

Я также видела его детские книги, детской рукой подписанные — «Антон Шандор Лавей». Его отец писал свою фамилию как «ЛеВей», дядя Антона писал свою фамилию как «Лавей». Их изначальная фамилия звучала как «Боэм», которая была изменена на «Лавей» на острове Эллис, когда дедушка Антона приехал в страну из Ле-Ве, Франция. Насколько я знаю, данное Лавею при рождении имя вполне могло звучать как «Говард Стэнтон Левей».Оригинальный текст (англ.)I’ve also seen books from his childhood that are inscribed, in a child-like hand, “Anton Szandor LaVey.” His father spelled his last name “LeVey”; Anton’s uncle spelled his name “LaVey.” Their original family name was “Boehm,” which was changed to “LeVey” at Ellis Island when Anton’s grandfather came into this country from LeVey, France. LaVey’s birth name might have been “Howard Stanton LeVey” for all I know.— Бланш Бартон, «The Georges Montalba Mystery»
В русскоязычной литературе встречается имя «Энтони Шандор Лавей», но его никогда не называли так при жизни. В юные годы Лавея называли Тони (англ. Tony):19.
Вскоре его родители переехали в Калифорнию, где в Сан-Франциско Лавей провёл большую часть своей жизни. Мать Антона — Гертруда Августа Колтон (англ. Gertrude Augusta Coulton, 1903—1984) была дочерью русского Бориса Колтонова (возможно Колтунова), который иммигрировал в США в 1893 году и сменил свою фамилию на Колтон. Родители Лавея всячески поддерживали развитие его музыкальных способностей, благодаря чему он научился играть на многих музыкальных инструментах. Особенно ему нравились клавишные инструменты — такие, как орган и каллиопа. Он мог наиграть практически любую мелодию на слух. Лавей любил слушать классическую музыку и такие рок-группы, как Slayer, Оззи Осборн, Electric Hellfire Club, Mercyful Fate, Deicide, Marilyn Manson, Acheron, Morbid Angel.
Лавей считал, что на его развитие сильно повлияла тёмная литература и сказания, журналы научной фантастики и ужаса, книги Джека Лондона, фильмы нуар, немецкий экспрессионизм и такие исторические личности, как Алессандро Калиостро, Григорий Распутин и Василий Захарофф.
Согласно официальной биографии, Лавей бросил школу на последних годах обучения, чтобы присоединиться к гастролирующему цирковому шоу, сначала в качестве простого циркового рабочего и помощника в выступлениях с дикими кошками, затем в качестве музыканта, играющего на каллиопе. Лавей позже отметил, что наблюдение за одними и теми же людьми, посещавшими как стриптиз-шоу по субботним вечерам, так и палатки с церковниками по утрам в воскресенье, способствовало формированию у него всё возрастающего циничного отношения к христианству. Потом он некоторое время работал органистом в различных барах и ночных клубах. Когда Лавей играл на органе в музыкальных заведениях Лос-Анджелеса, по его словам, у него был краткосрочный роман с ещё неизвестной в то время Мэрилин Монро, — одно из тех событий его биографии, которые впоследствии некоторые его оппоненты поставили под сомнение.
По возвращении в Сан-Франциско из Лос-Анджелеса, некоторое время Лавей работал фотографом в департаменте полиции. Также он работал исследователем паранормальных явлений. Утверждается, что в этот период он был связан с подпольными сионистскими группами в Сан-Франциско, которые помогали поставлять оружие для Иргун во время израильской войны за независимость.
В 1952 году Лавей познакомился и женился на Кэрол Лэнсинг, ставшей матерью его первой дочери — Карлы Марицы Лавей. Они развелись в 1960 году после того, как Лавей увлёкся Дайан Хегарти. Лавей и Хегарти так официально и не поженились. Их роман продолжался много лет, и в 1963 году она родила его вторую дочь, Зину Галатею Лавей.
Став местной знаменитостью благодаря своему изучению паранормальных явлений и живым выступлениям в качестве органиста (включая игру на электрооргане вурлитцер в ресторане «Lost Weekend»), Лавей притягивал на вечера многих известных в Сан-Франциско личностей, — в числе гостей были известный писатель-фантаст Фриц Лейбер, д-р Сесил Никсон, Форест Экерман, Кеннет Энгер, Честер Артур III, Карин де Плессин и другие.
Лавей начал читать лекции в Чёрном доме по пятничным вечерам на оккультные тематики для тех, кого он называл «Магическим кругом» своих знакомых, разделявших его интересы. Как сказал ему один из членов данного круга, Лавей обладал основой для целой новой религии. В Вальпургиеву ночь, 30 апреля 1966, Антон Лавей ритуально обрил свою голову и провозгласил 1966 годом основания «Церкви Сатаны» и первым годом эпохи Сатаны.
СМИ обратили внимание на Лавея после сатанинской свадебной церемонии радикального журналиста Джона Рэймонда и нью-йоркской светской львицы Джудит Кейс, которая произошла 1 февраля 1967 года. Фотографом на этой свадьбе был известный Джо Розенталь, автор ставшей знаковой фотографии поднятия флага американскими войсками на горе Сурибачи во время Второй мировой войны. Среди печатных изданий, которые опубликовали статьи, где Лавей назывался «Чёрным папой», были «The San Francisco Chronicle» и «Los Angeles Times».
Лавей проводил ритуалы сатанинского крещения (в том числе и для Зины Лавей), сатанинских похорон (в том числе для офицера военно-морских сил США Эдварда Олсена, награждённого медалью за отвагу), и выпустил музыкальную пластинку «Сатанинская месса».
В конце 1960-х — начале 1970-х Лавей синтезировал философию Фридриха Ницше, Айн Рэнд, Генри Менкена и Джека Лондона с философией и ритуальными практиками Церкви Сатаны. Он воплотил этот микс в нескольких эссе, включив в них отрывки из социал-дарвинистического произведения «Сила есть право» Рагнара Рыжебородого. Прибавив к этому «сатанизированную» версию Енохианских ключей Джона Ди, Лавей выразил свою философию в наиболее известной своей работе — «Сатанинской библии». Впоследствии он написал ещё ряд книг, раскрывающих психологические, социальные, философские и другие аспекты сатанизма.
Три самых известных работы Лавея:
- «Сатанинская библия»;
- «Совершенная ведьма» (в 1988 переиздана как «Сатанинская ведьма»);
- «Сатанинские ритуалы».

Лавею посвящали множество статей в средствах массовой информации по всему миру. Статьи о нём появлялись в таких популярных журналах, как «Look», «McCall’s», «Newsweek», «TIME» и «Playboy», он был участником телевизионных ток-шоу Фила Донахью, Джо Пайна и Джонни Карсона. Лавей участвовал в производстве документального фильма 1969 года «Satanis: The Devil’s Mass».
Хегарти и Лавей расстались в середине 1980-х, и Хегарти подала на Лавея в суд с иском о выплате алиментов, но дело удалось уладить вне судебных разбирательств. Следующим и последним партнёром Лавея была Бланш Бартон, ставшая матерью единственного сына Лавея — Сатаны Ксеркса Карнаки Лавея (род. 1 ноября 1993).
Лавей имел эклектичную индивидуальность и любил классическую музыку, рисование, антикварные автомобили, огнестрельное оружие и животных (особенно диких кошек). Он играл на музыкальных инструментах и писал музыку, используя для этого свои клавишные синтезаторы. Он любил писать картины. В своей философии он уделял особенное внимание практике магии в рамках сатанинских ритуалов. Он придерживался принципа «ответственности перед ответственными» вместо того, чтобы тратить своё доброе расположение на безответственных «психических вампиров». В течение жизни Лавей привлёк к себе много союзников и сторонников, включая такие известные личности, как Сэмми Дэвис мл., Роберт Фуэст, Жак Вали, Эйм Микел, Марк Алмонд, Бойд Райс, Кинг Даймонд и Мэрилин Мэнсон.
Лавей умер 29 октября 1997 в больнице Св. Марии в Сан-Франциско от отёка лёгких (в этот католический госпиталь его привезли потому, что он был ближайшим). Есть версия о том, что остатки свиты Лавея намеренно исправили дату смерти, чтобы получилось, будто он умер именно 31 октября — в ночь Хэллоуина. Тайные сатанинские похороны Лавея, только для приглашённых, провели в городке Колма (Colma) округа Сан-Матео, штат Калифорния; тело Лавея было кремировано. Прах его не был захоронен, а был отдан на хранение его преемникам.

## Критика
Прервавшая контакты с отцом Зина Шрек и её муж Николас Шрек в 1998 году опубликовали документ «Anton LaVey: Legend and Reality», в котором утверждается, что Лавей сознательно мистифицировал некоторые факты своей жизни. На эти обвинения Бланш Бартон, спутница и личный биограф Лавея, ответила в письме, известном под названием «The Georges Montalba Mystery».
Среди обвинений в адрес Лавея:
- Вся его жизнь была постоянной ложью.
- Диана, бывшая жена Лавея, заявила, что она подделала автограф и подпись Мэрилин Монро, которые он использовал как доказательства своего романа. Согласно Шрекам, Гарри Липтон (агент Мэрилин Монро) также опроверг любую вероятность встречи между Монро и Лавеем.
- В департаменте полиции города Сан-Франциско нет никаких записей о том, что Антон Лавей когда-либо работал там в 1940-х, но некоторые критики указали на то, что такие старые записи далеки от полноты и могут просто не содержать необходимых сведений. Работа Лавея в цирке также ставится Шреками под сомнение.
- Зина ставит под сомнение утверждения Лавея о том, что он играл органную музыку на пластинке «Georges Montalba[англ.]» в 1950-е, но не предоставляет никаких доказательств своих обвинений.
- Антон Лавей заявлял о том, что членами Церкви Сатаны были «сотни тысяч» людей на пике её популярности. Зина настаивает на том, что «число членов Церкви Сатаны никогда не превышало 300 человек». Бланш Бартон утверждает, что оба числа были преувеличениями, но что утверждение Лавея намного ближе к правде.
- Зина заявляет, что у её отца были проблемы с юмором и самооценкой, и он создал Церковь, стремясь самоутвердиться и заработать «лёгких денег».
- Шреки утверждают, что против Лавея было подано несколько исков о домашнем насилии и сексуальных извращениях, цитируя при этом «Полицейские записи Сан-Франциско» («San Francisco Police records») в качестве своего источника, но эти записи так и не появились ни в печати, ни в интернете, чтобы сопроводить обвинение.

Большинство из обвинений, опубликованных Шреками против Лавея, были взяты из статьи Лоренса Райта (Lorence Wright) в журнале «Rolling Stone» (1996). Как Шреки, так и Райт не предоставляют никаких доказательств в поддержку своих заявлений. Бланш Бартон и другие критики Зины Шрек указывают на неуместное по своей интенсивности стремление Зины подорвать репутацию своего отца и оспорить практически всё, что он когда-либо говорил.

## Фильмография
- «Пробуждение моего демонического брата» / «Invocation of my Demon Brother» (исполнитель роли Сатаны, 1969)[28].
- «Satanis: The Devil’s Mass» (участник, 1970; фильм издан на DVD компанией Something Weird Video, 2003).
- «The Devil’s Raing[англ.]» (технический консультант, роль Верховного Жреца, 1975)[20].
- «The Car» (творческий консультант, 1977).
- «Doctor Dracula», или «Svengali» в американском прокате (технический консультант, 1981).
- «Чарльз Мэнсон — суперзвезда» (консультант по исследованиям, 1989).
- «Death Scenes» (рассказчик/ведущий, 1989).
- «Speak of the Devil: The Canon of Anton LaVey» (участник, 1995).

## Музыка Лавея
- The Satanic Mass, LP (Murgenstrumm Records, 1968; переиздано на CD с одним дополнительным треком, «Hymn of the Satanic Empire, or The Battle Hymn of the Apocalypse», by Amarillo Records, 1994; Mephisto Media, 2001).
- Honolulu Baby — сингл (Amarillo Records, 1993).
- Strange Music, 10 — EP (Amarillo Records, 1994; сейчас доступно через Reptilian Records).
- Satan Takes a Holiday, CD (Amarillo Records, 1995; сейчас доступно через Reptilian Records)[23].

### Книги Антона Шандора Лавея на английском языке
- The Satanic Bible (Avon, 1969, ISBN 0-380-01539-0).
- The Complete Witch, or, What to do When Virtue Fails (Dodd, Mead, 1971, ISBN 0-396-06266-0); republished as The Satanic Witch (Feral House, 1989, ISBN 0-922915-00-8); re-released with an introduction by Peggy Nadramia, and an afterword by Blanche Barton (2003, ISBN 0-922915-84-9).
- The Satanic Rituals (Avon, 1972, ISBN 0-380-01392-4).
- The Devil’s Notebook (Feral House, 1992, ISBN 0-922915-11-3).
- Satan Speaks!, introduction by Blanche Barton, foreword by Marilyn Manson (Feral House, 1998, ISBN 0-922915-66-0).
- Letters from the Devil (Underworld Amusements, 2010, ISBN 9780557431731).

### Книги, в которые включены работы Антона Шандора Лавея
- Misanthropia,  Rants and Incendiary Tracts: Voices of Desperate Illuminations 1558-Present, edited by Bob Black and Adam Parfrey (Amok Press and Loompanics Unlimited, 1989, ISBN 0-941693-03-1).
- The Invisible War, Apocalypse Culture: Expanded & revised edition, edited by Adam Parfrey (Amok Press, 1990, ISBN 0-922915-05-9).
- Foreward, Might is Right, or The Survival of the Fittest by Ragnar Redbeard, LL.D., edited by Katja Lane (M.H.P. & Co., Ltd, 1996, ISBN 0-915179-12-1).

### Книги, посвящённые Антону Шандору Лавею
- The Devil’s Avenger: A Biography of Anton Szandor LaVey by Burton H. Wolfe (Pyramid Books, 1974, ISBN 0-515-03471-1, Out of print).
- The Secret Life Of A Satanist: The Authorized Biography of Anton LaVey by Blanche Barton (Feral House, 1990, ISBN 0-922915-12-1[29]).